# Хирт, Ал
Алоис Максвелл Хирт (англ. Alois Maxwell Hirt; 7 ноября 1922 года, Новый Орлеан, Луизиана — 27 апреля 1999, Новый Орлеан) — американский музыкант.

## Биография
Сын полицейского, был известен как Ал или Джумбо . В шестилетнем возрасте ему подарили его первую трубу, купленную в местном ломбарде. Он играл в музыкальном коллективе детей полицейских до шестнадцати лет. К этому возрасту он уже стал профессионалом, часто играя со своим другом Питом Фонтейном.
В 1940 году Хирт уехал в Цинциннати, Огайо, поступив в консерваторию.
После службы горнистом в армии США во время Второй мировой войны, Хирт начал играть с различными свинговыми биг-бэндами. В 1950 году он стал первым трубачом и солистом в «Horace Heidt’s Orchestra».
По возвращении в Новый Орлеан он работал с различными группами, играющими «диксиленд». Несмотря на утверждение, сделанное Хиртом несколько лет спустя: я не джазовый трубач и никогда не был джазовым трубачом , он сделал несколько записей в пятидесятых годах, где продемонстрировал способность играть в джазовых стилях, особенно с руководителем джаз-оркестра Монком Хацелем.
Ловкость виртуозного Хирта и прекрасное звучание его инструмента скоро привлекли внимание национальных студий звукозаписи. 22 альбома Хирта попали в чарты «Billboard» в пятидесятых и шестидесятых годах. Альбомы «Honey In The Horn» и «Cotton Candy» попали в десятку бестселлеров в 1964 году, в том же году Хирт сделал главный выстрел композицией «Java», достигшей четвертого места в национальных чартах и принесшей ему премию «Грэмми».
В шестидесятых Хирт также стал известен записями музыкальных тем для набиравших обороты популярности телешоу, включая безумно популярную музыку к шоу «The Green Hornet». Композиция, вдохновленная «Полётом шмеля» Римского-Корсакова стала вершиной технического мастерства Ала Хирта. В 2003 году произошло её второе рождение, после того, как она прозвучала в фильме «Убить Билла».
В 1962 году Хирт открыл свой собственный клуб на улице Бурбона в Новом Орлеане, которым он управлял до 1983 года.
В 1987 году Хирт исполнял сольно «Ave Maria» во время посещения Нового Орлеана Папой Римским Иоанном Павлом II, это выступление Хирт считал самым важным в своей жизни.
Ал Хирт скончался в апреле 1999 года в возрасте семидесяти шести лет в Новом Орлеане из-за отказа печени, проведя весь год в инвалидном кресле по причине отека ноги. До самой смерти он играл в клубах Луизианы, не вставая с коляски.
У Ала Хирта было восемь детей, десять внуков и шесть правнуков. В 1990 году Ал женился на Беверли Эссель, к тому моменту являвшейся его спутницей уже более сорока лет. Согласно слухам, на трубе Ала Хирта были выгравированы имена его детей.